# Echinanthera
Echinanthera är ett släkte av ormar som ingår i familjen snokar. Släktet tillhör underfamiljen Dipsadinae som ibland listas som familj.
Arterna är med en längd mindre än 75 cm små ormar. De förekommer i Sydamerika. Det är nästan inget känt om levnadssättet. Flera av de ingående arterna listades tidigare i släktet Rhadinaea.
Arter enligt Catalogue of Life och The Reptile Database:
- Echinanthera amoena
- Echinanthera cephalomaculata
- Echinanthera cephalostriata
- Echinanthera cyanopleura
- Echinanthera melanostigma
- Echinanthera undulata